# Tropidonophis mairii
Tropidonophis mairii — вид змій родини полозових (Colubridae). Мешкають в Австралії і на Нової Гвінеї.

## Поширення і екологія
Tropidonophis mairii мешкають на півночі і сході Австралії (від півночі Західної Австралії до крайнього північного сходу Нового Південного Уельсу), а також на півдні Нової Гвінеї. вони живуть у вологих тропічних лісах і чагарникових заростях, на берегах боліт, річок і озер. Ведуть напівводний спосіб життя. Живляться переважно амфібіями, а також рибою, ящірками і дрібними ссавцями. Самиці відкладають яйця. в кладці від 3 до 18 яєць.